# Dissidentbloggen
Dissidentbloggen är en internationell nättidskrift som publiceras sedan 2011 av Svenska PEN med stöd av myndigheten SIDA och Statens kulturråd.
Dissidentbloggen lyfter fram förbjudna texter som inte kan skrivas och publiceras i författarnas egna hemländer och ger dem en svensk och en internationell publik. Alla texter publiceras på originalspråket, men även på svenska och engelska. Chefredaktör och ansvarig utgivare är författaren Ola Larsmo. Dissidentbloggen har i dag läsare i över 80 länder. Bland publicerade författare märks Samar Yazbek (Syrien), Nadjezjda Tolokonnikova (Ryssland), Uladzimir Njakljajeu (Vitryssland), Jennifer Clement (Mexiko), Somaya Ramadan (Egypten), Liu Xiaobo (Kina) och Aslı Erdoğan (Turkiet).
Dissidentbloggen blev nominerad till Föreningen för Sveriges Kulturtidskrifters pris Årets svenska kulturtidskrift 2012. Motiveringen löd: "Ett angeläget innehåll med ett ärende som ofta är på liv och död. Ändå blir texterna lätta att ta till sig genom en inbjudande form, som på ett imponerande sätt utnyttjar webbens möjligheter. En kulturtidskrift, poetisk i sin politiska ambition."
2019 bytte Dissidentbloggen namn till PEN/Opp.